# Saropogon nigritarsus
Saropogon nigritarsus är en tvåvingeart som beskrevs av Hull 1956. Saropogon nigritarsus ingår i släktet Saropogon och familjen rovflugor. Inga underarter finns listade i Catalogue of Life.